# Илийское восстание
Илийское восстание (кит. трад. 伊寧事變, упр. 伊宁事变, пиньинь Yīníng Shìbiàn, уйг. Üch Wiläyt inqilawi) — тюркское сепаратистское движение, при поддержке Советского Союза и Белой эмиграции против гоминьдановского правительства Китайской Республики. В 1944 году повстанцы создали Вторую Восточно-Туркестанскую республику (ВВТР), которое просуществовало с 1944 по 1949 год.

## Предыстория
Советский Союз назначил Шэн Шицая своим марионеточным правителем Синьцзяна во время советского вторжения в Синьцзян в 1934 году, а затем ещё больше укрепил свои позиции в исламском восстании в Синьцзяне (1937). Силы Красной Армии были размещены в оазисах Синьцзяна, например, советский «Восьмой полк» в Хами, а советские техники и инженеры наводнили провинцию. Во время Второй мировой войны гоминьдановское правительство Китайской Республики стремилось подорвать советское присутствие в Синьцзяне и вернуть провинцию из-под советского контроля. Гоминьдан работал с военачальником хуэйских мусульман в Цинхае генералом Ма Буфаном, чтобы нарастить свои военные силы вокруг Синьцзяна, а также усилить давление на Шэн Шицая и Советов.
В 1942 году Шэн Шицай перешёл на сторону Гоминьдана после крупных поражений СССР от немцев на Восточном фронте, и все военные силы вместе с техниками Красной Армии, проживавшие в провинции, были изгнаны. Подразделения и солдаты Национальной революционной армии Китайской Республики, принадлежащие Ма Буфану, отправились в Синьцзян, чтобы взять провинцию под свой контроль. Ма помог Гоминьдану построить дороги, соединяющие Цинхай и Синьцзян, что помогло им обоим подчинить Синьцзян своему влиянию. В 1944 году Советы воспользовались недовольством тюркских народов Илийского района на севере Синьцзяна, чтобы поддержать восстание против правления Гоминьдана в провинции и восстановить советское влияние в регионе.

## Боевые действия

### Кульджинское восстание
Многие тюркские народы Илийского района в Синьцзяне имели тесные культурные, политические и экономические связи с Россией, а затем и с Советским Союзом. Многие из них получили образование в Советском Союзе, и в этом регионе проживала община русских поселенцев. В результате многие тюркские повстанцы бежали в Советский Союз и получали там советскую помощь в создании Синьцзянского тюркского народно-освободительного комитета (СТНОК) в 1943 году для восстания против правления Гоминьдана в Или. Просоветский уйгур, который позже стал лидером восстания, Ахметжан Касими, получил советское образование и описывался как «человек Сталина» и «прогрессист с коммунистическими взглядами».
Миссия, отправленная гоминьдановскими чиновниками в Урумчи с целью сокрушить тюркских мусульман, которые были готовы свергнуть китайское правление в районе, провалилась из-за того что их войска прибыли слишком поздно. Несколько тюркских кавалерийских частей, вооруженных Советами, переправились в Китай в направлении Кульджи. В ноябре 1944 года глава миссии был убит тюрко-уйгурскими и казахскими повстанцами, поддерживаемыми Советским Союзом.
Повстанцы напали на Кульджу 7 ноября 1944 года, они быстро захватили часть города и уничтожили гоминьдановские войска. Однако повстанцы столкнулись с ожесточённым сопротивлением силами Гоминьдана, засевших в силовых и центральных полицейских участках, и из-за этого повстанцы не смогли взять их до 13 ноября. 15 ноября было объявлено о создании «Второй Восточно-Туркестанской Республики» (ВВТР).
Советская Армия помогла Илийско-Уйгурской армии захватить несколько городов и авиабаз. Русские некоммунисты, такие как белые русские и русские эмигранты, жившие в Синьцзяне с XIX века, также помогали Красной Армии и повстанцам Илийской армии и понесли тяжёлые потери. Многие лидеры Восточно-Туркестанской Республики были советскими агентами или были связаны с Советским Союзом, например: Абдулкерим Аббас, Ысакбек Монуев, Сайфутдин Азизиов и белые русские: Ф. Лескин, И. Полинов и Глимкин. Когда у повстанцев возникли проблемы с захватом жизненно важного аэродрома Айрамбек у китайцев, советские вооружённые силы напрямую вмешались и помогли обстрелять Айрамбек из минометов и ослабить китайский опорный пункт.

### Резни
Повстанцы устроили массовые убийства ханьских мирных жителей Синцзяна, особенно людей, связанных с Гоминьданом и Шэн Шицаем. В «Кульджинской декларации», опубликованной 5 января 1945 года,  лидеры Восточно-Туркестанской республики заявили, что они «переселят ханьских китайцев», и пригрозила взыскать с ханьцев «долг крови». ВТР также заявила, что будет стремиться установить особенно тёплые связи с Советами. Позже лиедры ВTР преуменьшили антиханьский тон в своих официальных заявлениях после того, как завершили резню большинства ханьских мирных жителей в своем районе. Массовые убийства ханьцев произошли в основном в 1944–1945 годах, когда Гоминьдан ответил тем же: пытая, убивая и калеча заключённых солдат ВТР. На территории, контролируемой ВТР, такой как Кульджа, были проведены различные репрессивные меры, такие как создание организации тайной полиции советского типа, запрет ханьцев иметь оружие и введение официального статуса русского и тюркского языков вместо китайского.
Местные мусульманские тунганы (хуэй) в Или внесли незначительный вклад в помощь повстанцам или вообще не помогали им, в то время как немусульманские тунгусские народы, такие как шибе, играли большую роль в помощи повстанцам, снабжая их урожаем.

### Формирование Илийской национальной армии
Илийскую национальную армию (ИНА), созданную 8 апреля 1945 года как военное подразделение ВТР, возглавляли киргиз Ысакбек и белогвардейцы Полинов и Лескин. Все трое были просоветскими и имели опыт военной службы в силах, связанных с Советским Союзом.  Советы снабжали ИНA боеприпасами и униформой российского образца, а советские войска непосредственно помогали войскам ИНA в борьбе против китайских войск. На униформе и флагах ИНA были знаки различия в виде российской аббревиатуры «Восточно-Туркестанская Республика», ВТР на кириллице. Десять лет спустя Советы признали свою поддержку повстанцев, передав 14 мая 1967 года радиопередачу на уйгурском языке с Ташкентского радио в Синьцзян, в которой хвасталось, что Советы обучали и вооружали силы ВТР против Китая. Тысячи советских солдат помогали тюркским повстанцам в борьбе с китайской армией. В октябре 1945 года предположительно советские самолеты атаковали китайские позиции.
Когда Красная Армия и Тюркско-Уйгурская Илийская армия при поддержке советской авиации продвигались против плохо подготовленных китайских войск, им почти удалось достичь Урумчи, но китайские военные создали кольца обороны вокруг этого района и послали китайскую мусульманскую кавалерию, чтобы остановить наступление тюрко-мусульманских повстанцев. Тысячи китайских мусульманских солдат под командованием генерала Ма Буфана и его племянника генерала Ма Чэнсяна хлынули в Синьцзян из Цинхая, чтобы сражаться с советскими и тюрко-уйгурскими силами.
Большая часть Илийской армии и техники происходила из Советского Союза. Илийская армия оттеснила китайские войска через равнину и достигла Кашгара, Каглика и Яркенда. Однако уйгуры в оазисах не оказали поддержки повстанцам, поддерживаемым Советским Союзом, и в результате китайская армия изгнала их. Затем Илийские повстанцы зарезали скот, принадлежащий киргизам и таджикам Синьцзяна. При поддержке Советского Союза повстанцы уничтожали таджикские и киргизские посевы и действовали агрессивно против таджиков и киргизов Китая. Китайцы отбили поддерживаемое Советским Союзом восстание в Сарыколе с августа 1945 по 1946 год, разгромив осаду «соплеменника» вокруг Яркенда, когда они подняли восстание в Наньцзяне вокруг Сарыкола, и убив офицеров Красной Армии.
Китайско-мусульманский военачальник Цинхая Ма Буфанг был отправлен со своей кавалерией в Урумчи Гоминьданом в 1945 году, чтобы защитить его от уйгурских повстанцев Или. В 1945 году 5-я и 42-я кавалерийские дивизии Дунган (Хуэй) были отправлены из Цинхая в Синьцзян, где они усилили 2-ю армию Гоминьдана, состоящую из четырех дивизий. Их объединенные силы насчитывали 100 000 солдат Хуэй и Хань, служивших под командованием Гоминьдана в 1945 году. Сообщалось, что Советы стремились «ликвидировать» Ма Буфана. Генерал Ма Чэнсян, еще один офицер клики Хуэй Ма и племянник Ма Буфана, командовал 1-й кавалерийской дивизией в Синьцзяне под командованием Гоминьдана, которая раньше называлась 5-й кавалерийской армией Ганьсу. В 1946 году было объявлено о прекращении огня: Вторая Восточно-Туркестанская республика контролировала Или, а китайцы контролировали остальную часть Синьцзяна, включая Урумчи.

## Беспорядки в 1947 году
Непопулярного губернатора Ву Чжунсина после прекращения огня сменил Чжан Чжичжун, который проводил политику в интересах меньшинств, чтобы успокоить уйгурское население. Мусульманин Бай Чунси, министр обороны Китая, рассматривался в качестве кандидата на назначение в 1947 году губернатором Синьцзяна, но вместо этого должность была отдана Масуду Сабри, прогоминдановскому уйгуру, который был против Советов. Сабри был близок к консерваторам в клике ЦК Гоминьдана и отменил все реформы Чжан Чжичжуна в поддержку меньшинств, которые вызвали восстания и беспорядки среди уйгуров в таких оазисах, как Турфан. Туркестанцы (уйгуры) часто подвергались советской пропаганде.
Ахметжан Касыми был категорически против того, чтобы Масуд Сабри стал губернатором. Ахметжан Касыми, лидер уйгуров Или, потребовал увольнения Сабри с поста губернатора в качестве одного из условий его согласия: посетить Нанкин. Все народы Илийского региона были насильно призваны в уйгурскую армию Или, кроме ханьцев. Уйгуры и советские войска вырезали этнических хань, проживавших в Или, и изгнали их из этого региона.
Саларский мусульманский генерал Хан Ювэнь, служивший под командованием Ма Буфанга, командовал Пау-андуй (保安隊; солдаты умиротворения), состоящими из трех батальонов численностью 340 человек. В их состав входили представители многих групп, в том числе казахи, монголы и белые русские, служившие китайскому режиму. Он служил вместе с Оспан-батыром и его казахскими войсками в борьбе с ВТР и советскими войсками. Исполняющий обязанности советского консула в Чэнхуа Дипшатов руководил Красной Армией, помогая силам ВТР Или против казахов Оспана. Силы ВТР в зоне Ашана были атакованы, разбиты и уничтожены казахскими войсками Оспана во время наступления при поддержке Китая в сентябре 1947 года. Казахи Оспана захватили у ВТР большую часть городов Ашанской зоны.
Ма Чэнсян был командиром 5-го кавалерийского отряда, дислоцированного в Синьцзяне. По данным генерала Суна, в Илийской армии находилось более 60 000 солдат. Ма Чэнсян, гоминьдановский китайско-мусульманский генерал и племянник Ма Буфана, предположительно командовал своей китайско-мусульманской кавалерией для резни уйгуров во время восстания в 1948 году в Турфане.
Клика Гоминьдана ЦК использовала контрмеры в Синьцзяне, чтобы не допустить перехода религиозных уйгуров-традиционалистов в оазисах на юге Синьцзяна на сторону просоветских уйгуров ВТР в Или на севере Синьцзяна. Гоминьдан позволил трём антисоветским пантюркистским националистам-уйгурам, Масуду Сабри, Мухаммаду Амину Бугре и Исе Юсуфу Альптекину, писать и публиковать пантюркистскую националистическую пропаганду с целью направить тюркские народы против Советов, что сильно разозлило советских властей. Антисоветские настроения Исы вызвали гнев Советского Союза, в то время как просоветские настроения поддерживал Бурхан. Уйгурский лингвист Ибрагим Мутии выступал против Второй Восточно-Туркестанской республики и против Илийского восстания, потому что оно было поддержано Советским Союзом и Сталином. Бывший лидер ВТР Сайфутдин Азизов позже извинился перед Ибрагимом и признал, что его оппозиция Восточно-Туркестанской республике была правильной.
Браки между уйгурскими мусульманскими женщинами и ханьскими китайскими мужчинами привели в ярость уйгурского лидера Ису Юсуфа Альптекина. В Урумчи уйгурские мусульманские женщины, вышедшие замуж за ханьских китайцев, подверглись нападению со стороны орд уйгурских мусульман 11 июля 1947 года, а женщины были схвачены и похищены ордами. Старые уйгурские мусульмане насильно женились на этих женщинах. В ответ на хаос в 23:00 был введен комендантский час.
В американских телеграммах сообщалось, что советская тайная полиция угрожала убить мусульманских лидеров из Ининга и оказывала на них давление, чтобы они бежали во «внутренний Китай» через Тихва (Урумчи). Белые русские стали бояться мусульманских толп которые скандировали: «Мы освободились от желтых людей, теперь мы должны уничтожить белых».

## Конфликт на Байтак-Богдо
После того, как Монгольская Народная Республика оказалась вовлеченной в пограничный спор с Китайской Республикой, в ответ китайское правительство послало китайско-мусульманский кавалерийский полк Хуэй для атаки монгольских и советских позиций. Генерал-майор Хан Ювэнь, командующий 1-й кавалерийской дивизией, был направлен гоминьдановским военным командованием в Бэйташань с ротой войск для подкрепления Ма Сичженя. Они прибыли примерно за три месяца до начала боевых действий. В Пей-та-шане генерал Хань командовал всей мусульманской кавалерией, оборонявшейся от советских и монгольских войск. Хан сказал американскому репортеру А. Доаку Барнетту, что, по его мнению, граница должна проходить примерно в 40 милях к северу от гор».
Китайско-мусульманские и тюркско-казахские войска, работавшие на Гоминьдан, сражались с советскими и монгольскими войсками. В июне 1947 года монголы и Советы начали нападение на казахов и отбросили их на китайскую сторону. Однако боевые действия продолжались еще год: с 5 июня 1947 года по июль 1948 год произошло 13 столкновений. Элитная цинхайская китайско-мусульманская кавалерия была послана Гоминьданом для уничтожения монголов и русских в 1947 году.
1-я дивизия Саларского мусульманского генерала Хана Ювена приняла в Бейташане силы Османа после того, как он отступил в бою. В 1946 году в округе Цитай располагался штаб 1-й дивизии 5-й армии Хань Ювэня. В следующем году, во время инцидента в Бейташане, Ма Сичжэнь сражался с монголами.
Во время войны с Илийскими сепаратистами Хан Ювэнь совершил молитву на заснеженной земле после того, как припарковал машину на дороге после поражения, нанесенного Илийской национальной армии.

## Присоединение Синьцзяна к КНР
Конфликт закончился с приходом китайских коммунистов в регион в 1949 году. 19 августа Мао Цзэдун, лидер китайских коммунистов, пригласил лидеров трёх округов принять участие в первой Народной политической консультативной конференции Китая, которая должна была состояться в будущей столицей КНР, в Пекине. Мао телеграммировал: «Вы внесли большой вклад в освобождение Синьцзяна и Китая». 22 августа пять лидеров трёх округов — Ахметжан Касыми, Абдулкерим Аббас, Ысакбек Монуев, Ло Чжи и Далелхан Сугирбаев, сели на советский самолёт в Алматы и направились в Читу, но, как сообщается, они погибли в авиакатастрофе возле озера Байкал. 3 сентября трое других бывших лидеров ВТР, в том числе Сайфутдин Азизов, прибыли в Пекин в поезде и согласились присоединиться к Китайской Народной Республике, основанной 1 октября. О смерти других бывших лидеров ВТР не было объявлено до декабря, после того как Народно-освободительная армия китайских коммунистов (НОАК) взяла под контроль северный Синьцзян и реорганизовала вооруженные силы трёх округов в НОАК. Несколько бывших командиров ВТР присоединились к НОАК
25 сентября лидеры националистов в Дихуа Тао Чжиюэ и Бурган Шахиди объявили об официальной капитуляции националистических сил в Синьцзяне китайским коммунистам. 12 октября Коммунистическая Народно-освободительная армия вошла в Синьцзян. Многие другие гоминьдановские генералы в Синьцзяне, такие как саларский мусульманский генерал Хан Ювэнь, присоединились к переходу в НОАК. Они продолжали служить в НОАК офицерами в Синьцзяне. Другие лидеры националистов, отказавшиеся подчиниться, бежали на Тайвань или в Турцию. Ма Чэнсян бежал через Индию на Тайвань. Мухаммад Амин Бугра и Иса Юсуф Альптекин бежали в Турцию. Масуд Сабри был арестован китайскими коммунистами и умер в тюрьме в 1952 году.
Единственное организованное сопротивление, с которым столкнулась НОАК, было со стороны казахского ополчения Оспан-батыра, белых русских и хуэйских войск Юлбарс-хана, служивших Китайской Республике. Батур присягнул на верность Гоминьдану и был убит в 1951 году. Юлбарс-хан сражался с силами НОАК в битве при Иу и бежал через Тибет, уклоняясь от преследующих сил Далай-ламы, и бежал через Индию на Тайвань, Китайская Республика назначил его губернатором провинции Синьцзян в изгнании. Синьцзян-Уйгурский автономный район КНР был создан 1 октября 1955 года, заменив провинцию Синьцзян (1884–1955).

## Американские телеграммы
Между китайским правительством, монголами, американским правительством, уйгурским режимом Или и Советским Союзом был обменён многочисленные телеграммы, которые были сохранены американскими агентами и отправлены в Вашингтон ОК.